# Qiryat Xemonà
Qiryat Xemonà (en hebreu: קריית שמונה) (en català: "la ciutat dels 8") és una ciutat del districte del Nord d'Israel. Es troba al nord-oest de la vall d'Hula i a tocar de la frontera amb el Líban.

## Història
La ciutat fou fundada el 1949 com a camp d'acollida de colons jueus sobre les ruïnes de la localitat palestína d'Al-Khalisa, que havia estat destruïda per les tropes sionistes durant la guerra araboisraeliana de 1948 després d'expulsar els seus 1.840 habitants. La nova ciutat s'anomenà així en honor de Joseph Trumpeldor i set altres membres de les milícies armades de colons sionistes de Betar, que moriren en enfrontaments amb els pobladors nadius de Palestina a Tel Hay el 1920.

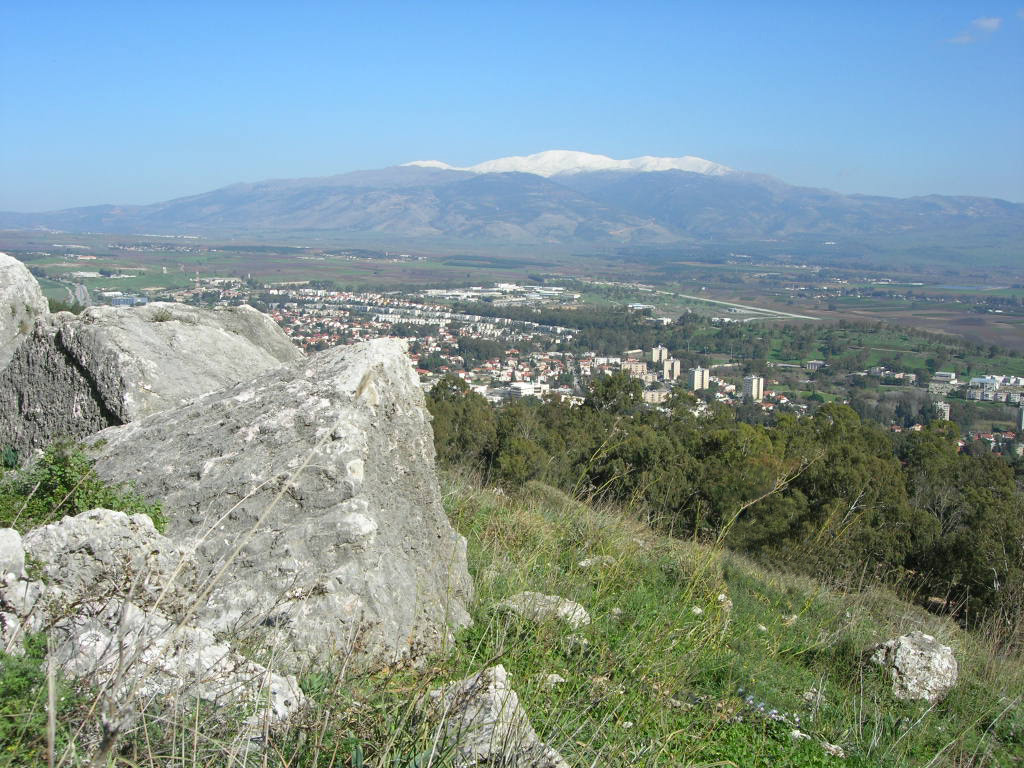
Qiryat Xemona l'hivern de 2006

Qiryat Xemonà és coneguda, sobretot, per la seva situació propera a la frontera libanesa, que la fa objecte d'atacs freqüents. L'11 d'abril de 1974 es produí la Massacre de Qiryat Xemonà, en què tres membres de l'Organització per a l'Alliberament de Palestina (OAP) van travessar la frontera des del Líban, van entrar en un bloc de pisos i van matar les divuit persones que hi vivien, entre les quals nou infants.
La ciutat va viure enfrontaments greus l'any 1981, quan hi hagué disparaments d'artilleria entre l'exèrcit israelià i l'OAP. Durant l'ocupació israeliana del sud del Líban (entre el 1982 i el 2000), la ciutat fou blanc de llançaments indiscriminats de nombrosos coets Katiuixa per part de Hesbol·là, fet que es repetí durant la crisi entre Israel i el Líban del 2006. Els atacs fan que la ciutat sigui anomenada, irònicament, Qiryat Katiuixa.
Durant el conflicte entre Israel i el Líban de 2023-2024 arran de la guerra i genocidi d'Israel contra Gaza, Qiryat Xemonà i les seves instal·lacions i bases militars han estat objecte de nombrosos atacs amb coets i drons de la resistència libanesa de Hesbol·là i altres milícies libaneses i palestines, atacs que s'han intensificat especialment des de l'extensió de la guerra el setembre de 2024, en operacions resposta als atacs de les forces israelianes contra el Sud del Líban, la Vall de Bekaa i Beirut que causaren la mort de més de 2000 persones, entre els quals 127 infants libanesos (a final de setembre de 2024), atacs que partiren de bases militars israelianes de Qiryat Xemonà i altres localitats de la zona. La majoria dels residents van abandonat la ciutat a l'inici de les hostilitats, evacuats per l'exèrcit.

## Demografia
Segons l'Oficina Central d'Estadística d'Israel (CBS), la població de Qiryat Xemonà el 2001 era formada en un 97,9% per jueus i població no àrab. Hi havia 10.800 homes i 10.700 dones.
Un 33,5% dels ciutadans tenia 19 o menys anys, un 19,8% entre 20 i 29, un 19,3% entre 30 i 44, un 15,3% entre 45 i 59, un 3,5% entre 60 i 64 i un 8,5% 65 o més. La taxa de creixement era, l'any 2001, d'un 1,8%.

## Ingressos
Segons la CBS, el desembre de 2000 hi havia 8.303 empleats i 467 autònoms a la ciutat. El sou mensual mitjà dels empleats era de 4.306 nous xéquels. Els homes guanyaven un salari mensual de 5.443 nous xéquels i les dones 3.065 nous xéquels. Els ingressos mitjans dels autònoms eren de 6.769 nous xéquels. 564 persones rebien prestació d'atur i 1.655, ajuts socials.

## Ensenyament
Segons la CBS, hi ha 12 centres educatius i 4.339 estudiants a la ciutat. Hi ha 9 escoles primàries amb 2.355 estudiants i 6 escoles secundàries amb 1.984 estudiants. L'any 2001, un 49,3% dels estudiants d'últim curs de secundària es van graduar.

## Ciutats agermanades
- Nancy (França)